# Baymax!
Baymax! – amerykański superbohaterski serial animowany na podstawie serii komiksów o postaci o tym samym imieniu wydawnictwa Marvel Comics. Twórcą serialu jest Don Hall. W oryginalnej wersji językowej głównym postaciom głosów użyczyli: Scott Adsit i Ryan Potter.
Baymax! jest spin-offem filmu Wielka szóstka (2014) oraz drugim serialem telewizyjnym po Wielka szóstka: Serial (2017–2021), który został osadzony w tym samym uniwersum. Produkcja zadebiutowała 29 czerwca 2022 roku w serwisie Disney+.   

## Obsada
- Scott Adsit jako Baymax, nadmuchiwany robot zbudowany przez Tadashiego jako asystent medyczny[1].
- Ryan Potter jako Hiro Hamada, genialny czternastolatek, który interesuje się robotyką. Jest bratem Tadashiego[1].
- Maya Rudolph jako Cass, ciocia i opiekunka Hiro i Tadashiego[1].
- Emily Kuroda jako Kiko[1][2].
- Zeno Robinson jako Ali[1][2].
- Lilimar Hernandez jako Sofia[1][2].
- Jaboukie Young-White jako Mbida[1][2].

## Emisja
Baymax! zadebiutował 29 czerwca 2022 roku w serwisie Disney+ w krajach, gdzie jest on dostępny, w tym w Polsce.

## Lista odcinków
| Nr | Tytuł                | Reżyseria     | Scenariusz     | Premiera (Disney+) |
| -- | -------------------- | ------------- | -------------- | ------------------ |
| 1  | Kiko                 | Dean Wellins  | Cirocco Dunlap | 29 czerwca 2022    |
| 2  | Cass                 | Dean Wellins  | Cirocco Dunlap | 29 czerwca 2022    |
| 3  | Sofia                | Lissa Treiman | Cirocco Dunlap | 29 czerwca 2022    |
| 4  | Mobida (oryg. Mbita) | Dan Abraham   | Cirocco Dunlap | 29 czerwca 2022    |
| 5  | Yachi                | Mark Kennedy  | Cirocco Dunlap | 29 czerwca 2022    |
| 6  | Baymax               | Dean Wellins  | Cirocco Dunlap | 29 czerwca 2022    |

## Produkcja
W grudniu 2020 roku zapowiedziano powstanie serialowego spin-offu filmu Wielka szóstka z 2014 roku, który został zatatuowany Baymax! i stworzony na potrzeby platformy Disney+ przez Walt Disney Animation Studios. Reżyser filmu, Don Hall, został twórcą serialu i producentem wykonawczym razem z Jennifer Lee. Natomiast Roy Conli i Bradford Simonsen zostali zatrudnieni w roli producentów.
W maju 2022 roku poinformowano, że Scott Adsit, Ryan Potter i Maya Rudolph powtórzą swoje role z filmu, a ponadto głosów w serialu użyczą: Zeno Robinson, Lilimar Hernandez, Jaboukie Young-White i Emily Kuroda. 

## Muzyka
W maju 2022 roku ujawniono, że Dominic Lewis skomponuje muzykę do serialu. Album Baymax! Original Soundtrack został wydany 29 czerwca 2022 roku przez Walt Disney Records. 
| Baymax! Original Soundtrack – 2022 | Baymax! Original Soundtrack – 2022 | Baymax! Original Soundtrack – 2022 | Baymax! Original Soundtrack – 2022 |
| Nr                                 | Tytuł utworu                       | Autor                              | Długość                            |
| ---------------------------------- | ---------------------------------- | ---------------------------------- | ---------------------------------- |
| 1.                                 | „Baymax”                           | D. Lewis                           | 0:32                               |
| 2.                                 | „Water Phobia”                     | D. Lewis                           | 0:39                               |
| 3.                                 | „Let’s Go Kiko”                    | D. Lewis                           | 1:33                               |
| 4.                                 | „Truth”                            | D. Lewis                           | 1:49                               |
| 5.                                 | „The Lucky Cat”                    | D. Lewis                           | 0:59                               |
| 6.                                 | „New Employee”                     | D. Lewis                           | 1:14                               |
| 7.                                 | „Secret Worker”                    | D. Lewis                           | 0:50                               |
| 8.                                 | „All Love”                         | D. Lewis                           | 1:52                               |
| 9.                                 | „Bandages”                         | D. Lewis                           | 1:51                               |
| 10.                                | „Choices Choices”                  | D. Lewis                           | 0:56                               |
| 11.                                | „Creciendo”                        | D. Lewis                           | 2:37                               |
| 12.                                | „Fish Fingers”                     | D. Lewis                           | 1:17                               |
| 13.                                | „Ladle of Love”                    | D. Lewis                           | 2:24                               |
| 14.                                | „Yachi”                            | D. Lewis                           | 2:16                               |
| 15.                                | „Out of B B B Battery”             | D. Lewis                           | 1:17                               |
| 16.                                | „Recruits”                         | D. Lewis                           | 1:59                               |
| 17.                                | „Cat-astrophe Avoided”             | D. Lewis                           | 4:40                               |
| 18.                                | „Little Hero 6”                    | D. Lewis                           | 1:53                               |
|                                    |                                    |                                    | 30:38                              |

## Odbiór

### Krytyka w mediach
Serial spotkał się z pozytywną reakcją krytyków. W serwisie Rotten Tomatoes 100% z 6 recenzji uznano za pozytywne, a średnia ocen wystawionych na ich podstawie wyniosła 8,3/10.